# اسنو (موسیقی‌دان)
دارین کنت اوبرین (متولد ۳۰ اکتبر ۱۹۶۹) معروف به اسنو، خواننده، موسیقی‌دان و بازیگر کانادایی است. ترانه «خبرچین» وی در سال ۱۹۹۲ به مدت ۷ هفته در رتبه یک صد تک‌آهنگ برتر بیلبورد آمریکا ماند.